# 福智白瑛
福智 白瑛（ふくち はくえい、生没年不詳）とは、江戸時代の京都の戯作者。

## 来歴
姓は福知または福地とも。名は郁春。字は士文。白瑛、桂中楼と号す。戯作者号は大根土成。京都の人で二条堺町に住む。絵も描き、円山応挙及び八田古秀に学んで山水画をよくしたと伝わり、扇面画の作が知られている。なお葛飾北斎の門人で葛飾白瑛という人物がおり、これと同一人ともいわれているが定かではない。『原色浮世絵大百科事典』は福智白瑛と葛飾白瑛は別人としている。

## 作品
- 『戯男伊勢物語』　※頭少々禿麿作、寛政11年（1799年）刊行
- 『穴賢心の外』　※文化3年（1806年）刊行
- 『六々狂歌撰』一冊　※狂歌本、山田繁雅編。文化11年（1814年）刊行
- 『誰が袖物語』6冊　※読本、文化14年（1817年）刊行。自画作
- 『有馬紀行』二巻3冊　※滑稽本、文政10年（1827年）刊行。自画作
- 「唐崎大明神一ツ松之図」　墨摺　※天保2年（1828年）版行
- 「田植図」　紙本淡彩、扇面　東京藝術大学大学美術館所蔵
- 「官女図」　紙本墨画淡彩、扇面　東京藝術大学大学美術館所蔵
- 「撫子図」　紙本着色、扇面　奈良県立美術館所蔵　※「白瑛」の落款、「白」・「瑛」の朱文方印あり
- 「鶴図」　紙本着色、扇面　奈良県立美術館所蔵　※「白瑛」の落款、「白」・「瑛」の朱文方印あり
- 「鯉図」　紙本着色、扇面　奈良県立美術館所蔵　※「白瑛」の落款、「白」・「瑛」の朱文方印あり